# SN 1969F
SN 1969F – supernowa odkryta 12 kwietnia 1969 roku w galaktyce MCG -03-34-48. W momencie odkrycia miała maksymalną jasność 16,00m.